# Sheeva
Sheeva è un personaggio della serie di videogiochi Mortal Kombat. È apparsa per la prima volta in Mortal Kombat 3.

## Storia
Sheeva è una guerriera Shokan, come Goro e Kintaro, e fa la sua prima apparizione in Mortal Kombat 3 come guardia del corpo di Sindel. Sheeva combatte e sconfigge chiunque si avvicini alla rinata regina di Edenia, eseguendo alla lettera gli ordini di Shao Kahn, ma si deve arrendere all'attacco combinato di Jade e Kitana, le quali la sconfiggono e liberano Sindel.
Amareggiata e piena di vergogna per la sconfitta, torna nell'Outworld e si indispettisce molto quando scopre che l'imperatore ha messo Motaro, un centauro, a capo della spedizione contro i guerrieri della Terra. Sheeva viene a sapere poi che Motaro ha aiutato il terrestre Kano e cerca così di stipulare un accordo con l'uomo, offrendogli i gioielli delle miniere di cobalto. Kano accetta e fa sì che Sheeva prenda alle spalle Motaro uccidendolo. Tuttavia quando doveva essere Shao Kahn a subire l'agguato, Kano la tradisce e avverte l'imperatore che si sbarazza della Shokan facilmente.
In Mortal Kombat Armageddon, dopo la sconfitta di Blaze, viene trasformata nella dea della distruzione dagli Dei Anziani. Uno dopo l'altro, Sheeva uccide tutti quelli che hanno devastato il regno usando un potente Kamidogu.

## Comparse
- Mortal Kombat 3
- Ultimate Mortal Kombat 3
- Mortal Kombat Trilogy
- Mortal Kombat: Deception (cameo)
- Mortal Kombat: Armageddon
- Mortal Kombat IX
- Mortal Kombat 11 (DLC)

## Curiosità
- Il suo nome è derivato da Shiva, dio indiano della distruzione, così come sono descritte le sue azioni nel suo finale in MKA.
- Prima della comparsa ufficiale di MK3, Sheeva era chiamata "She-Goro", perché non aveva un nome.
- Come gli altri Shokan e Motaro, nei videogiochi è stata realizzata in stop motion.